# Верхнеингашский сельсовет
Верхнеингашский сельсовет — сельское поселение в Нижнеингашском районе Красноярского края.
Административный центр — село Верхний Ингаш.

## История
Статус и границы сельского поселения установлены Законом Красноярского края от 3 декабря 2004 года № 12-2637 «Об установлении границ и наделении соответствующим статусом муниципального образования Нижнеингашский район и находящихся в его границах иных муниципальных образований»

## Население
| 2010 | 2012  | 2013  | 2014  | 2015  | 2016  | 2017  |
| ---- | ----- | ----- | ----- | ----- | ----- | ----- |
| 1644 | ↘1620 | →1620 | ↘1596 | ↘1573 | ↘1565 | ↘1533 |

## Состав сельского поселения
В состав сельского поселения входят 4 населённых пункта:
| № | Населённый пункт | Тип населённого пункта       | Население |
| - | ---------------- | ---------------------------- | --------- |
| 1 | Верхний Ингаш    | село, административный центр | 725       |
| 2 | Копейка          | деревня                      | 11        |
| 3 | Сулемка          | деревня                      | 92        |
| 4 | Сулемка          | посёлок                      | 816       |

## Местное самоуправление
Верхнеингашский сельский Совет депутатов
Дата избрания: 14.03.2010. Срок полномочий: 5 лет. Количество депутатов: 10
Глава муниципального образования
- Солдатенко Павел Григорьевич. Дата избрания: 14.03.2010. Срок полномочий: 5 лет